# 天记 (星官)
天记是中国古代星官之一，属于二十八宿南方七宿的鬼宿，位于现代星座划分的船帆座，含有1颗恒星。
清代编成的星表《仪象考成》，天记增加2星。

## 所含恒星及对应西方名称[1]
| 天记     | λ Vel |
|          |       |
| 天记增一 | ψ Vel |
| 天记增二 | q Vel |